# Supercupa României la handbal feminin 2015-2016
Supercupa României la handbal feminin 2015-2016 a fost a 6-a ediție a competiției de handbal feminin românesc care este organizată de Federația Română de Handbal (FRH) cu începere din 2007. Ediția 2015-2016 s-a desfășurat pe 3 septembrie 2016, de la ora 17:00, în Sala Polivalentă din București. Câștigătoarea competiției a fost echipa CSM București, acesta fiind primul trofeu de acest fel obținut de formația bucureșteană. Gnonsiane Niombla a fost desemnată cea mai bună jucătoare a partidei.

## Echipe participante
Deoarece CSM București câștigase atât Liga Națională 2015-2016, cât și Cupa României 2015-2016, la ediția 2015-2016 a Supercupei României s-au înfruntat CSM București, din postura de deținătoare a titlului național, și CSM Roman, echipă care a terminat pe locul al doilea competiția Cupa României.

## Dată
Supercupa României 2015-2016 s-a desfășurat pe data de 3 septembrie 2016, în Sala Polivalentă din București. Întrecerea feminină a precedat-o de cea masculină, programată să se desfășoare în aceeași zi și în aceeași sală, de la ora 20:00, între CS Dinamo București și CSM București.

## Bilete
Biletele au fost puse în vânzare pe data de 23 august 2016, prin intermediul magazinelor și site-urilor de profil. În ziua meciurilor, ele au fost disponibile și la casele de bilete ale Sălii Polivalente. Prețul unui bilet a variat între 10 și 30 de lei, în funcție de sectorul din sală.

## Partidă
| 3 septembrie 2016 TVR 1 17:00 | CSM București | 23 - 17 | CSM Roman | Sala Polivalentă, București Arbitri: Năstase, Stancu |
| 3 septembrie 2016 TVR 1 17:00 | Niombla 5     | (13-6)  | Iuganu 5  | Sala Polivalentă, București Arbitri: Năstase, Stancu |
| 3 septembrie 2016 TVR 1 17:00 | 3× 2×         | Cronica | 3× 1×     | Sala Polivalentă, București Arbitri: Năstase, Stancu |

## Marcatoare
Actualizat pe 3 septembrie 2016
| Poz. | Nume                         | Echipă        | Goluri |
| ---- | ---------------------------- | ------------- | ------ |
| 1    | Ana Maria Iuganu (ROU)       | CSM Roman     | 5      |
| 1    | Gnonsiane Niombla (FRA)      | CSM București | 5      |
| 3    | Camille Ayglon-Saurina (FRA) | CSM București | 4      |
| 4    | Oana Chitacu (ROU)           | CSM Roman     | 3      |
| 4    | Carmen Martín (ESP)          | CSM București | 3      |
| 4    | Majda Mehmedović (MNE)       | CSM București | 3      |
| 4    | Jasna Tošković (MNE)         | CSM Roman     | 3      |
| 8    | Irina Glibko (UKR)           | CSM Roman     | 2      |
| 8    | Isabelle Gulldén (SWE)       | CSM București | 2      |
| 8    | Oana Manea (ROU)             | CSM București | 2      |
| 8    | Carmen Stoleru (ROU)         | CSM Roman     | 2      |
| 8    | Linnea Torstenson (SWE)      | CSM București | 2      |
| 13   | Raluca Agrigoroaiei (ROU)    | CSM Roman     | 1      |
| 13   | Bianca Bazaliu (ROU)         | CSM București | 1      |
| 13   | Line Jørgensen (DEN)         | CSM București | 1      |
| 13   | Lăcrămioara Cîlici (ROU)     | CSM Roman     | 1      |